# Kakovolo (Kythnos)
Kakovolo (griechisch Κακόβολο) ist ein Berg auf Kythnos in den westlichen Kykladen und mit 356 Metern der höchste Punkt auf der Insel.

## Beschreibung
Kakovolo liegt an der nordwestlichen Seite von Kythnos. Sein Gipfel ist 356 Meter hoch und damit der höchste Punkt der ganzen Insel. In der Gegend von Kakovolo wurden Anlagen aus der frühen Zykladenzeit (frühe Bronzezeit) gefunden, und der Berg wird mit dem Volksglauben und den Legenden von Kythnos in Verbindung gebracht.
In Kakovolo gibt es verlassene Minen. In ihrer Glanzzeit wurden sie nicht nur von Bewohnern von Kythnos, sondern auch von Menschen aus anderen Orten betrieben. Nach dem Abbau wurden die Erze im Hafen des Dorfes Loutra verladen. Die Bergwerke verfielen und wurden im letzten Jahrhundert aufgegeben. Heute gibt es in der Umgebung von Kakovolo Wanderwege.